# Гусева, Мария Ильинична
Мария Ильинична Гусева — российский физик, лауреат Государственной премии СССР (1978).

## Биография
Родилась в 1925 году в Нежине. С июля 1941 года — в эвакуации в Краснокамске. После окончания школы поступила на физфак МГУ им. М. В. Ломоносова, который в то время находился в Свердловске (1941—1943).
В 1947 году по распределению направлена в Сухуми, где под руководством Манфреда фон Арденне работала в Институте «А», участница атомного проекта (электромагнитное разделение изотопов).
После возвращения в Москву (1960) работала в ИАЭ (Институт атомной энергии АН СССР, Курчатовский институт). С 1978 года — начальник лаборатории ионной бомбардировки (сменила в этой должности своего умершего мужа Виктора Гусева).
Доктор физико-математических наук, профессор.
Лауреат Государственной премии СССР (1978) — за работу в области микроэлектроники. Заслуженный деятель науки РФ.
Умерла 27 июня 2017 году в возрасте 92 лет.